# Snoqualmie River
Der Snoqualmie River ist der etwa 68 km lange linke Quellfluss des Snohomish River im US-Bundesstaat Washington. Er verläuft durch die Countys King und Snohomish.

## Flusslauf
Der Snoqualmie River hat einen nördlichen, mittleren und südlichen Arm als Zuflüsse, welche allesamt die Westseite der Cascade Mountains in der Umgebung von North Bend entwässern und bei Snoqualmie oberhalb der Snoqualmie Falls (⊙) zusammenfließen. Unterhalb der Fälle fließt der Snoqualmie River nordwärts durch fruchtbares Farmland und passiert dabei die Städte Fall City, Carnation, und Duvall, bevor er sich bei Monroe mit dem Skykomish River zum Snohomish River vereinigt. Andere Zuflüsse sind der Tolt River bei Carnation und der Raging River bei Fall City.

## Wasserfälle
Der bekannteste Wasserfall Washingtons mit mehr als einer Million Besuchern jährlich ist Snoqualmie Falls mit einer Fallhöhe von fast 82 m, aber der Fluss und seine Quellarme verfügen über einige weitere bemerkenswerte Wasserfälle. Die rund 10 m hohen Fantastic Falls und die 61 m hohen Kanim Falls liegen am North Fork. Am Middle Fork befindet sich mit einer Fallhöhe von fast 46 m Nellie Falls. Der südliche Ast verfügt mit Twin Falls (41 m), Middle Twin Falls, Upper Twin Falls, Weeks Falls, Upper Weeks Falls, Denny Camp Falls, Franklin Falls (41 m) und den Fall-into-the-Wall Falls (rund 7 m) über eine Reihe von Wasserfällen.
Die Titelszenen der Fernsehserie Twin Peaks wurden teilweise an den Snoqualmie Falls und am Oberlauf des Flusses gedreht.

## Kajak, Kanu und Rafting
Der Snoqualmie River hat einige Abschnitte, die sich zum Kajakfahren und zum Rafting eignen. Der Fluss ist dabei zwischen den Klassen II und V+ eingestuft.

## Hydrometrie
Der United States Geological Survey unterhält am Snoqualmie River, seinen Quellarmen und den verschiedenen Zuflüssen insgesamt ein Dutzend Pegel in Echtzeit, um den Wasserstand überwachen zu können.
Die durchschnittliche jährliche Abflussmenge am Pegel unterhalb Carnation (⊙) bei Flusskilometer 35 zwischen 1930 und 2006 betrug 105 m³/s. Der höchste beobachtete Wert trat am 24. November 1990 auf und erreichte rund 1850 m³/s, der niedrigste Wert wurde am 21. August 1945 mit knapp 7 m³/s gemessen.

## Fluten
Der Snoqualmie River ist anfällig für Sturzfluten, die mehrfach jährlich auftreten und Farmland, sowie niedrig liegende Straßen überfluten. Bei extremen Fluten werden die Zufahrtsstraßen nach Carnation und Duvall unpassierbar. Die letzten beiden Male passierte das 2006 und davor 1990.
Durch das Army Corps of Engineers wurde im Jahr 2005 ein kontroverses Projekt fertiggestellt, wodurch die Auswirkungen von Fluten auf Snoqualmie reduziert wurden, indem direkt oberhalb der Wasserfälle das Flussbett verbreitert wurde.

## Verkehr
Durch das Flusstal des südlichen Armes South Fork Snoqualmie River führte die transkontinentale Bahnstrecke der Chicago, Milwaukee, St. Paul and Pacific Railroad (Milwaukee Road).